# Чабанюк Владислав Васильович
Чабанюк Владислав Васильович (нар. 14 листопада 1964, Легедзине, Тальнівський район, Черкаська область, УРСР) — український кінорежисер та історик. Директор ДІКЗ «Трипільська культура» та кіностудії «Мальва».

## Вибрана фільмографія
- Ойра (2003)
- Чорний козак (2018).